# A Dog's Way Home
A Dog's Way Home és una pel·lícula estatunidenca familiar de drama dirigida per Charles Martin Smith i escrita per W. Bruce Ameron i Cathryn Michon, basada en el llibre de Cameron. És protagonitzada per Ashley Judd, Edward James Olmos i Alexandra Shipp.

## Sinopsi
A la ciutat de Denver, sota un munt de runes, viu una jova gossa amb uns gats fins que es troba amb en Lucas. L'humà li posa el nom de Bella. Malauradament, la Bella és una Pitbull, una raça de gos prohibida a Denver, i en Lucas es veu obligat a enviar la seva gossa a casa d'uns amics a Farmington fins que li pugui trobar un lloc millor. La Bella, que no sap que en Lucas tornarà aviat, decideix partir per trobar-lo, però haurà de recórrer un llarg camí de dos anys, on no li faltaran aventures, perills i noves trobades.